# Kaštel Zrinskih
Kaštel Zrinskih u Brodu na Kupi je tip građevine koja spaja fortifikacijsku funkciju sa stambenom, te pripada tipu tvrđave - palače.  Spomenik je prve kategorije. 
Trokatna je građevina s krovom na četiri vode. U prizemlju, koje je podzemnim hodnikom bilo povezano s Kupicom i obližnjom pećinom, još je očuvan originalan raspored prostorija. 
Datira iz 1651. godine. Sagradio ga je knez Petar Zrinski, vjerojatno na mjestu starijeg kaštela obitelji Zrinski nakon 1577. god. ili još starijeg Frankopanskog kaštela iz 15. st. ili ranije. Zbog intenzivnijeg korištenja prirodnih bogatstava, on prenosi upravu i sudstvo iz nekadašnjih vinodolskih središta (Hreljin, Bribir, Ledenice) u Brod na Kupi.
Nakon smrti kneza Petra Zrinskog kaštel je bio u vlasništvu mnogih obitelji, a naposljetku obitelji Thurn und Taxis koja ga je zadržala do 1945. godine kada im je oduzet agrarnom reformom.
Kaštelom od 2014. godine, upravlja Prirodoslovni muzej Rijeka koji u 2021. godini otvara novi stalni postav Divljina s pogledom na more, a Primorsko-goranska županija Interpretacijski centar Brod na Kupi u sklopu projekta Kulturno-turistička ruta Putovima Frankopana.

## Vanjske poveznice
- Kulturno-turistička ruta Putovima Frankopana